# Buschzaunkönig
Der Buschzaunkönig (Thryomanes bewickii) ist eine Vogelart aus der Familie der Zaunkönige (Troglodytidae), die in Kanada, den Vereinigten Staaten und Mexiko verbreitet ist. Der Bestand wird von der IUCN als nicht gefährdet (Least Concern) eingeschätzt.

## Merkmale
Der Buschzaunkönig erreicht eine Körperlänge von etwa 12,0 bis 13,5 cm bei einem Gewicht von ca. 7,8 bis 11,8 g. Er hat gräuliche Zügel, einen auffälligen weißen Hinteraugenstreif und grau und graubraun gefleckte Ohrdecken. Der Oberkopf und die Oberseite sind prächtig dunkelbraun, was am Bürzel ins rotbraun übergeht. Die Federn des Hinterrückens haben verborgene weiße Flecken. Die Handschwingen und die Armschwingen sind mittelbraun, mit schwärzlich braunen Streifen an den Außenfahnen. Die zentralen Steuerfedern sind graubraun mit engen, klar definierten schwarzen Binden, die äußeren Steuerfedern schwärzlich mit verlängerten grauweißen Spitzen. Das Kinn und die Kehle sind schmutzig weiß, die Brust gräulich weiß, der Bauch gelbbraunweiß und die Hinterflanken matt braun. Der Schnabel ist schwärzlich braun, mit hellerer Basis am Unterschnabel. Die Beine sind dunkelbraun. Beide Geschlechter ähneln sich. Jungtiere sind generell etwas blasser, die Federn der Unterseite oft dunkel gesäumt.

## Verhalten und Ernährung
Der Buschzaunkönig ernährt sich überwiegend von Wirbellosen. Bei der Untersuchung des Mageninhalts im Südwesten der USA bestand dieser aus 31 % Schnabelkerfen, 21 % Käfern, 17 % Bienen und Wespen. 12 % Raupen, Schmetterlingen und Motten. Der Rest waren andere unterschiedliche Gliederfüßer. Auch nimmt er insbesondere im Winter einige vegetarische Nahrung zu sich. Sein Futter sucht er sich in den Straten vom Boden bis zur tieferen Vegetation.

## Lautäußerungen
Der Gesang des männlichen Buschzaunkönigs besteht aus zehn bis zwanzig Liedern. Die Anzahl variiert je nach Verbreitungsgebiet. Das Lied besteht aus zwei bis vier Phrasen, Summern oder wiederholten Tönen. Dabei singt er ein Lied mehrere Male, bevor er das Lied wechselt. Junge Männchen verlassen den Ort ihrer Geburt und lernen die Lieder erst in dem Gebiet, in dem sie brüten. Das Weibchen singt nicht. Die Laute beinhalten plit-Töne als Warnruf und scheltendes Summen.

## Fortpflanzung
Daten zu gelegten Eiern des Buschzaunkönigs in den USA existieren vom frühen März in Texas bis in den späten April im Osten. In den südlichen Gebieten kommt es zu mehreren Bruten pro Jahr, im Nordwesten oft nur zu einer Brut. Dabei sind die mexikanischen Unterarten bisher wenig erforscht. Laut Studie sind nur 15 % der Männchen polygam, seltener gilt dies für die Weibchen. Das Nest ist normalerweise ein offener Kelch, seltener gewölbt, und besteht aus Gras, Würzelchen oder Ähnlichem. Dieses wird mit feinerem Material ausgelegt, enthält oft Schlangenhaut und wird normalerweise in Löcher wie Nestboxen, Spechthöhlen oder natürlichen oder künstlichen Ritzen gebaut. Das können Felsspalten, Ablagen an Außengebäuden, Leerräume in stillgelegten Fahrzeugen etc. sein. Er legt drei bis acht Eier, die einen unterschiedlichen Anteil braun mit lila oder violetten Flecken aufweisen. Die Bebrütung erfolgt ausschließlich durch das Weibchen und dauert 14 bis 16 Tage. Die Nestlinge werden üblicherweise von beiden Elternteilen gefüttert. Polygame Männchen mögen dieser Verpflichtung weniger nachkommen. Nach 14 bis 16 Tagen werden die Nestlinge flügge.

## Verbreitung und Lebensraum
Der Buschzaunkönig bevorzugt verschiedene Habitate. So mag er buschige Gebiete, Gebüschwald, urbane Gebiete mit guter Vegetation oder brachliegende Anbaugebiete, die sich erholen. Im Westen der USA lebt er in Kreosotbusch, aber auch Kiefern- und Wacholderwälder, Gebiete mit Prosopis oder Pappeln. Auch in Mexiko variiert sein Lebensraum stark und reicht von Kakteengestrüpp bis zu Stadtparks mit großen Bäumen.

## Migration
Der Buschzaunkönig ist in den meisten Gebieten ein Standvogel, mit einigen Zugbewegungen nach der Brut im nördlichen Verbreitungsgebiet. Die östliche Population zieht im Winter in die südlichen Staaten.

## Unterarten
Es sind fünfzehn Unterarten bekannt, von den zwei als ausgestorben gelten:
- Thryomanes bewickii calophonus Oberholser, 1898[3] kommt im Südwesten Kanadas und dem Nordwesten der USA vor. Die Unterart ist auf der Oberseite noch prächtiger braun. Auch sind die Flanken brauner und der Schnabel ist länger.[1]
- Thryomanes bewickii drymoecus Oberholser, 1898[4] ist im Westen der USA verbreitet. Diese Subspezies ist größer, matter und heller als die Nominatform.[1]
- Thryomanes bewickii marinensis Grinnell, 1910[5] ist an der Küste im Nordwesten Kaliforniens verbreitet. Diese Subspezies ähnelt T. b. calophonus hat aber einen dünneren Schnabel, kürzere Flügel und einen kürzeren Schwanz.[1]
- Thryomanes bewickii spilurus (Vigors, 1839)[6] kommt in den Küstengebieten Zentralkaliforniens vor. Diese Unterart ist brauner, weniger rötlich, und hat eine starke braune Tönung an den Flanken.[1]
- † San-Clemente-Buschzaunkönig Thryomanes bewickii leucophrys (Anthony, 1895)[7] kam auf San Clemente Island vor und gilt heute als ausgestorben.
- Thryomanes bewickii charienturus Oberholser, 1898[8] ist im Süden Kaliforniens und Nordwesten Baja Californias verbreitet. Diese Unterart ist auf der Oberseite dunkler und grauer.[1]
- Thryomanes bewickii cerroensis (Anthony, 1897)[9] kommt im westlichen zentralen Baja California vor. Diese Subspezies ist heller und grauer als T. b. charienturus mit kürzerem Schnabel.[1]
- Thryomanes bewickii magdalenensis Huey, 1942[10] ist im Südwesten Baja Californias verbreitet. Diese Subspezies ähnelt T. b. cerroensis hat aber kleine und hellere Grautonanteile.[1]
- † Thryomanes bewickii brevicauda Ridgway, 1876[11] war auf Guadalupe verbreitet und gilt heute als ausgestorben.
- Thryomanes bewickii eremophilus Oberholser, 1898[12] kommt im Inneren des Südwestens der USA bis Zentralmexiko vor. Diese Unterart ist grauer auf der Oberseite und weiß auf der Unterseite. Der Schnabel ist relativ groß.[1]
- Thryomanes bewickii cryptus Oberholser, 1898[13] kommt im Westen Kansas, dem Westen Oklahomas über das zentrale und östliche Texas bis in den Nordosten Mexikos vor. Diese Unterart unterscheidet sich von T. b. eremophilus durch die kleinere Größe, und die dunkelbraune Oberseite.[1]
- Thryomanes bewickii pulichi (Phillips, AR, 1986)[14] ist im Osten von Kansas und in Oklahoma verbreitet. Diese Subspezies ist weniger rötlich braun gefärbt auf der Oberseite.[1]
- Thryomanes bewickii sadai (Phillips, AR, 1986)[15] kommt im Süden von Texas bis ins zentrale Tamaulipas vor. Diese Unterart ist generell kleiner und matter, mit etwas rötlicher Tönung an den Flanken.[1]
- Thryomanes bewickii mexicanus (Deppe, 1830)[16] ist im zentralen und südlichen Mexiko verbreitet. Diese Unterart hat einen dunklen Oberkopf, schmuddelig weiß auf der Unterseite und starken Streifen an den Unterschwanzdecken.[1]
- Thryomanes bewickii bewickii (Audubon, 1827)[17] kommt im zentralen und östlich-zentralen Gebiet der USA vor.

Thryomanes bewickii atrestus Oberholser, 1932 wird heute als Synonym für T. b. drymoecus, Thryothorus murinus (Hartlaub, 1852) als Synonym für  T. b. mexicanus und Thryomanes bewickii altus Aldrich, 1944 als Synonym für  T. b. bewickii betrachtet.

## Etymologie und Forschungsgeschichte
Als Erstbeschreibung des Buschzaunkönigs publizierte John James Audubon eine Tafel mit dem wissenschaftlichen Namen  Troglodytes bewickii. Erst 1831 lieferte er einen Text zur Tafel nach. Hier beschrieb er, dass er das Typusexemplar am 19. Oktober 1821 bei St. Francisville erlegt hatte. 1862 führten Philip Lutley Sclater die für die Wissenschaft neue Gattung Thryomanes u. a. für den Buschzaunkönig ein. Der Artname »bewickii« wurde Thomas Bewick (1753–1828) gewidmet. »Calophonus« leitet sich von »kalos καλός« für »schön, hübsch« und »phōnē, phōneō φωνη, φωνεω« für »Stimme, sprechen« ab. »Drymoecus« ist ein griechisches Wortgebilde aus »drymos δρυμος« für »Dickicht, Busch« und »oikos, oikeō φωνη, φωνεω« für »Bewohner, bewohnen« ab, »spilurus« aus »spilos σπιλος« für »Fleck« und »-ouros, oura -ουρος, ουρα« für »-schwänzig, Schwanz«, »leucophrys« aus »leukos λευκος« für »weiß« und »ophrys, oura οφρυς« für »Augenbraue«, »charienturus« aus »charieis, charientos χαριεις, χαριεντος« für »schön« und »ophrys, oura οφρυς« für »Augenbraue«, »eremophilus« aus »erēmos ερημος« für »Wüste« und »-philos, phileō -φιλος, φιλεω« für »-liebend, Liebe«, »cryptus κρυπτος« für »versteckt, unklar« und »atrestus ατρεστος« für »furchtlos, unerschrocken«, »murinus« von »mus, muris« für »Maus« und bezieht sich auf die Farbe »mausgrau« und »altus« auf »hoch, schrill«. »Mexicanus« bezieht sich auf das Land Mexiko, welches wiederum seinen Ursprung eventuell im Azteken »Mexihtli« hat, »marinensis« auf Marin County, »cerroensis« auf Isla de Cedros und »magdalenensis« auf die Llanos der Bahía Magdalena. »Pulichi« ehrt Warren Mark Pulich (1919–2010), »sadai« Andrés Marcelo Sada Zambrano (1930–2018).